# Prosoplus nitens
Prosoplus nitens là một loài bọ cánh cứng trong họ Cerambycidae.